# 2018 Шустер
2018 Шустер (2018 Schuster) — астероїд головного поясу, відкритий 17 жовтня 1931 року.
Тіссеранів параметр щодо Юпітера — 3,654.